# Ligne 168 (chemin de fer slovaque)
La ligne 168 des chemins de fer slovaque relie Moldava nad Bodvou à Medzev

## Histoire
Ouverture du tronçon Moldava nad Bodvou - Medzev le 1er août 1894.
Le service passager a été interrompu en 2003. Il subsiste une faible activité de marchandise, principalement de grumes.
Le 12 décembre 2015, un nouveau terminal passager est ouvert à Moldava nad Bodvou pour les trains locaux en direction de Košice.